# セッション (映画)
『セッション』（原題: Whiplash）は、2014年にアメリカ合衆国で製作されたドラマ映画である。監督・脚本はデイミアン・チャゼル、主演はマイルズ・テラーが務めた。第87回アカデミー賞で5部門にノミネートされ、J・K・シモンズの助演男優賞を含む3部門で受賞した。
原題の〈Whiplash〉は「ムチ打ち症」の意味で、ドン・エリスが1973年に出した曲の題名でもあり、作中で何度か演奏される練習曲の一つ。また、首に大きな負荷がかかるドラマーの職業病でもある。
2015年、スティーヴン・ジェイ・シュナイダーの『死ぬまでに観たい映画1001本』に掲載された。

## あらすじ
19歳のアンドリュー・ニーマンは、バディ・リッチのような「偉大な」ジャズドラマーになることに憧れ、アメリカ最高峰の音楽学校、シェイファー音楽院へ通っていた。アンドリューを男手ひとつで育てている父ジムも、良き理解者としてアンドリューを支えてくれている。ある日アンドリューが教室で1人ドラムを叩いていると、学院最高の指導者と名高いテレンス・フレッチャーと出会う。後日、アンドリューが学ぶ初等クラスをフレッチャーが訪れ、自身が指揮するシェイファー最上位クラスであるスタジオ・バンドチームにアンドリューを引き抜くのだった。迎えた練習初日、フレッチャーは開始早々バンドメンバーに罵詈雑言を浴びせはじめ、1人を退場させる。フレッチャーは一流のミュージシャンを輩出するのに取り憑かれ、要求するレベルの演奏ができない生徒に対し、人格否定や侮辱を含めた罵声や怒号も厭わない狂気の鬼指導者だったのだ。その矛先はさっそくアンドリューにも向けられ、ほんのわずかにテンポがずれているという理由で椅子を投げつけられてしまう。さらに他のメンバーの目の前で頬を引っ叩かれ、屈辱的な言葉を浴びせられると、アンドリューは泣きながらうつむくほかになかった。しかしアンドリューはこの悔しさをバネに、文字通り血のにじむような猛特訓を開始するのであった。
まもなくバンドはコンテストに出場、アンドリューは主奏ドラマーであるタナーの楽譜めくり係として参加していたが、タナーから預かった楽譜をなくしてしまう。暗譜をしていないタナーが演奏できない事態の中、アンドリューは自ら「自分は暗譜しているから叩かせてくれ」とフレッチャーに直訴。そしてアンドリューは上々の演奏を見せバンドがコンテストに優勝すると、フレッチャーは翌日から主奏ドラマーにアンドリューを指名するのであった。これを誇りに思うアンドリューだったが、音楽界に理解の無い親戚達からはその価値を軽視されてしまう。さらにフレッチャーがアンドリューの初等クラス時代のライバル、コノリーを呼び寄せ、コノリーを今後の主奏ドラマーの第1候補に指名すると、アンドリューは「ドラム以外の事を考える時間は無い」として、恋人ニコルとも一方的に別れ、病的なまでの執着でドラムの練習に没頭するようになっていくのだった。
重要なコンペティションを控えたある日、フレッチャーは過去に教え子だったショーン・ケイシーが自動車事故で亡くなったことをバンドのメンバーに語る。ショーンを悼んで涙を流すフレッチャーだったが、しかしリハーサルが始まればその指導は苛烈さを更に増し、ドラマーの3人に対し極端に早いテンポでの演奏を要求、そのしごきは数時間にも及び、全員が手から出血してもなお続けられた。そして夜中まで続いた死闘の末、フレッチャーはその指導に最後まで喰らい付いたアンドリューを主奏者に指名するのであった。
ところが迎えたコンペティション当日、アンドリューの乗ったバスが会場へ向かう途中で故障、慌ててレンタカーショップに飛び込むが、会場に到着後、ドラムスティックをレンタカーショップに忘れたことに気づく。罵倒とともにコノリーとの交代を指示するフレッチャーに対し、アンドリューは10分でスティックを取って戻る事を条件に演奏の権利を主張。しかし大急ぎでスティックを回収して再び会場に向かう最中、トラックと交通事故を起こしてしまう。アンドリューは血まみれになりながらも開演ギリギリに駆け付けると、スタンバイしていたコノリーを押しのけ席に着く。しかし怪我の影響で満足な演奏は出来ず、ついにはスティックを落としてしまうと、フレッチャーは曲の途中で演奏をストップさせアンドリューに「お前は終わりだ」と宣告。この言葉に激昂したアンドリューはフレッチャーに殴りかかり、会場から退去させられてしまうのだった。
この騒動を受けてアンドリューはシェイファー音楽院を退学処分となり、プロのドラマーになる夢が潰える大きな挫折を迎える。そして他の大学に転校するとともに、ドラムの事を忘れようと、自宅のドラムセットや目標だったバディ・リッチのポスターも片付けてしまうのであった。一方、父親ジムがショーン・ケイシーの代理人を務める弁護士と接触する。弁護士は二人に、ケイシーの死因は事故ではなく自殺である事と、その原因がフレッチャーの行き過ぎた厳しい指導により精神的に追い詰められ発症した鬱病である事を伝える。そしてケイシーの両親は経済的な問題から訴訟は起こせないが、今後も同じような被害者を出さないために、フレッチャーの指導内容を匿名で証言して欲しいと持ち掛けてくるのであった。アンドリューはフレッチャーの資質を認めていたことから、当初はフレッチャーを庇う態度を示したが、弁護士や父から説得されこれを受け入れる事になる。
数か月後の夏、アンドリューは無気力な日々を送っていた。しかしたまたま通りかかったジャズクラブでフレッチャーがピアノの演奏者として出演しているのを知り入店すると、観客の中にアンドリューを見つけたフレッチャーに声をかけられ、席を共にする。フレッチャーは、誰かの密告でシェイファー音楽院をクビになった事を告げるとともに、「自分が生徒を罵るのは、彼らにジャズ界の伝説になってほしいと願うからだ。自分の使命は偉大なミュージシャンを育てる事。チャーリー・パーカーはジョー・ジョーンズにシンバルを投げつけられたが、それによって彼の克己心に火をつけ、一流に至った」と信念を語る。そして別れ際、週末に控えたカーネギー・ホールでのJVC音楽祭に出場する自身が指揮するバンドにおいて、現行のドラマーの質が十分ではないので代役を務めてくれないかとアンドリューに持ちかける。フレッチャーのジャズに対する並々ならぬ情熱に触れた事、今まで上から命令しかしてこなかったフレッチャーが頭を下げてきた事、そして演奏曲目がシェイファー時代のレパートリーと同様である事もあり、アンドリューはその誘いを受ける決心をする。そして退学以来、ずっと気になっていたニコルに電話をかけ、一方的に別れを告げた振る舞いを詫びるとともに、出場するフェスティバルを観に来ないかと誘いを入れる。しかしニコルにはすでに新しい恋人がおり、復縁は叶わなかった。
JVC音楽祭は多くのスカウトマン達も集っており、その目に留まればブルーノートとの契約など大きなチャンスがある一方、ヘマをすれば今後二度とチャンスはなくなるほど重要なステージだ。アンドリューは強い意気込みと緊張のなか本番を迎えるが、フレッチャーが観客に紹介しはじめた曲目は、事前に伝えられていた物とは違う曲であった。焦るアンドリューが周りを見回すと、自分以外はその曲の譜面を準備している。フレッチャーは自分がシェイファー音楽院を追放された要因となった匿名での証言が、アンドリューのものだと見抜いており、その報復にこの場を用意していたのだった。知らない曲に合わせきれず、上手く演奏できないまま曲を終えるアンドリュー。スカウトや大衆の前で失態を晒してしまい大きなショックを受け、フレッチャーに「お前には才能がない」と切り捨てられ、ステージを追われてしまう。しかし一旦はステージを降りたアンドリューだったが、意を決して舞台に引き返すと、フレッチャーの次の曲紹介を無視してキャラバンを激しく叩き始める。アンドリューの凄まじい気迫のドラム独奏は、指揮者であるフレッチャーから主導権すら奪い、他のバンドメンバーもその気迫に押されキャラバンを演奏しはじめる。初めはためらいながら指揮を取るフレッチャーだったが、アンドリューの鬼気迫る魂の籠ったドラミングを前に、やがて歓びの表情を浮かべるのだった。

## キャスト
※括弧内は日本語吹替
- アンドリュー・ニーマン - マイルズ・テラー（内田夕夜）
- テレンス・フレッチャー - J・K・シモンズ（壤晴彦）
- ジム・ニーマン - ポール・ライザー（佐々木敏）
- ニコル - メリッサ・ブノワ（横山友香）
- ライアン・コノリー - オースティン・ストウェル（赤坂柾之）
- カール・タナー - ネイト・ラング（須藤翔）
- フランクおじさん - クリス・マルケイ
- Mr.クラマー - デイモン・ガプトン
- エマおばさん - スアンヌ・スポーク
- 寮の隣人 - マックス・カッシュ
- ダスティン - チャーリー・イアン
- トラヴィス - ジェイソン・ブレア
- グレッグ - コフィ・シリボー（陣谷遥）
- ソフィー - カヴィタ・パティル

## 製作
デイミアン・チャゼルは高校時代に、競争の激しいジャズバンドに所属し、本当に怖い思いをしたという。テレンス・フレッチャーというキャラクターにはその経験が反映されている。その上でバディ・リッチのようなバンドリーダーを参考に練り上げたキャラクターだとチャゼルは語っている。
チャゼルの書いた85頁の脚本が2012年のブラックリスト（映画化されていない素晴らしい脚本を載せたリスト）に載ったことで、一気に注目が集まった。ライト・オブ・ウェイ・フィルムズとブラムハウス・プロダクションズがチャゼルの脚本を映画化するためにタッグを組んだ。映画製作のための資金を十分に確保するために、チャゼルは脚本の15ページ分を短編映画化した。そのさい、ドラマーをジョニー・シモンズ、教師をJ・K・シモンズが演じた。出来上がった18分の短編映画は第29回サンダンス映画祭に出品され、絶賛された。そのため、投資家たちから多くの資金を獲得することができた。長編映画製作に当たってボールド・フィルムズから330万ドルの資金提供を受けている。
2013年8月、マイルズ・テラーがアンドリュー・ニーマンを演じ、J・K・シモンズがテレンス・フレッチャーを演じることが確定した。主要撮影は9月から開始され、カリフォルニア州ロサンゼルスを中心に撮影が行われた。ロケ地として、ホテル・バークレー、オルフェウム・シアター、パレス・シアターが選ばれた。テラーはジャズドラマーを演じるため、2か月間、一日に3～4時間ジャズドラムの練習を続け、撮影で自ら演奏しており、作中の手からの出血はマイルズ本人のものである。また、劇中で交通事故に遭ってしまうシーンがあるがマイルズ本人も2007年に命を落とす可能性もあった交通事故に遭っている。

## 評価
2014年1月に開催されたサンダンス映画祭での上映以降、批評家からの賛辞がやまず、特にJ・K・シモンズによる鬼気迫る演技は、「これぞ熟練の演技」などと非常に高く評価される。
後にアカデミー助演男優賞受賞など賞を多数、受賞している。
映画批評集積サイトのRotten Tomatoesには241件のレビューがあり、批評家支持率は95%、平均点は10点満点で8.6点となっている。サイト側による批評家の意見の要約は「力強く、目が覚めるような作品だ。演技も素晴らしい。『セッション』は新鋭の監督デイミアン・チャゼルの労作にして、J・K・シモンズとマイルズ・テラーの演技が光る一本である。」となっている。また、Metacriticには49件のレビューがあり、加重平均値は88/100になっている。
バラエティのピーター・デブルージは本作を「音楽界の神童を扱った映画の定型を見事に壊している。伝統のある優雅なステージと最高の音楽学校のリハーサルスタジオという舞台で、スポーツアリーナや戦場で繰り広げられるような壮絶な心理ドラマが展開されている。」と評している。ハリウッド・リポーターのトッド・マッカーシーは本作を称えて「第29回サンダンス映画祭に出品された『The Spectacular Now』においても、マイルズ・テラーは印象に残る演技をしていた。爆発的な演技というより、たまった感情を爆発寸前で押さえているような演技だ。」「J・K・シモンズは『はまり役を見つける』という個性派俳優として絶好の幸運をものにした。狂った外道ではあるが、他の名悪役のように、人の心を魅了するような役を見事に演じている」と述べている。デイリー・テレグラフのアンバー・ウィルキンソンは「チャゼルの映画は鋭い切れ味を持ち、リズムをつかんでいる。また、トム・クロスによって編集された画面も美しい。」と評している。インディワイアーのジェームズ・ロッキは本作に肯定的な評価を下し、「『セッション』はまさしく若手監督の作品といってよい。虚勢や尊大さが満ちていて、既存の枠組みや素晴らしい演技だけに頼ろうとはしない。チャゼルに偉大な監督の素質があることを証明した作品でもある。」と述べている。ガーディアンのヘンリー・バーンズは「音楽への愛とキャラクターに対する愛着の両方を同程度に表明した数少ない音楽映画だ。」と評した。一方、スレートのフォレスト・ウィックマンは、『セッション』はチャーリー・パーカーが駆け出しの頃にあるセッションに参加したところドラマーにシンバルを投げつけられたという有名なエピソードにちなんでいるのだろうが、実際はパーカーの頭ではなくドラマーの足元に叩きつけられたものであって、この映画は、体罰と過酷な練習が天才を生むという誤解を招くとして否定的に評価した。また、ザ・ニューヨーカーのリチャード・ブロディもパーカーの伝記との比較をしたうえで、『セッション』はジャズに対しても、映画に対しても何の敬意も払っていないと指摘した。
映画監督のジェームズ・ガンが2014年のお気に入りの映画12本の中で本作を挙げている。
日本でもキネマ旬報の2015年の外国映画ベストテンで、7位に入っている。

## 受賞
| 賞/映画祭                                    | カテゴリ                           | 対象                                                                                    | 結果       |
| -------------------------------------------- | ---------------------------------- | --------------------------------------------------------------------------------------- | ---------- |
| 第87回アカデミー賞                           | 作品賞                             | ジェイソン・ブラム ヘレン・エスタブルック ミシェル・リトヴァク デヴィッド・ランカスター | ノミネート |
| 第87回アカデミー賞                           | 助演男優賞                         | J・K・シモンズ                                                                          | 受賞       |
| 第87回アカデミー賞                           | 脚色賞                             | デイミアン・チャゼル                                                                    | ノミネート |
| 第87回アカデミー賞                           | 編集賞                             | トム・クロス                                                                            | 受賞       |
| 第87回アカデミー賞                           | 録音賞                             | トマス・カーリー ベン・ウィルキンス クレイグ・マン                                      | 受賞       |
| 第4回オーストラリア映画協会賞                | 作品賞                             |                                                                                         | ノミネート |
| 第4回オーストラリア映画協会賞                | 監督賞                             | デイミアン・チャゼル                                                                    | ノミネート |
| 第4回オーストラリア映画協会賞                | 脚本賞                             | デイミアン・チャゼル                                                                    | ノミネート |
| 第4回オーストラリア映画協会賞                | 助演男優賞                         | J・K・シモンズ                                                                          | 受賞       |
| 第12回アフリカン・アメリカン映画批評家協会賞 | 助演男優賞                         | J・K・シモンズ                                                                          | 受賞       |
| 第9回女性映画ジャーナリスト協会賞            | 助演男優賞                         | J・K・シモンズ                                                                          | 受賞       |
| 第9回女性映画ジャーナリスト協会賞            | 編集賞                             | トム・クロス                                                                            | ノミネート |
| 第15回アメリカ映画協会賞                     | トップ10                           |                                                                                         | 受賞       |
| 第10回オースティン映画批評家協会賞           | 作品賞トップ10                     |                                                                                         | 2位        |
| 第10回オースティン映画批評家協会賞           | 助演男優賞                         | J・K・シモンズ                                                                          | 受賞       |
| 第35回ボストン映画批評家協会賞               | 助演男優賞                         | J・K・シモンズ                                                                          | 受賞       |
| 第68回英国アカデミー賞                       | 監督賞                             | デイミアン・チャゼル                                                                    | ノミネート |
| 第68回英国アカデミー賞                       | オリジナル脚本賞                   | デイミアン・チャゼル                                                                    | ノミネート |
| 第68回英国アカデミー賞                       | 助演男優賞                         | J・K・シモンズ                                                                          | 受賞       |
| 第68回英国アカデミー賞                       | 編集賞                             | トム・クロス                                                                            | 受賞       |
| 第68回英国アカデミー賞                       | 音響効果賞                         | トマス・カーリー ベン・ウィルキンス クレイグ・マン                                      | 受賞       |
| 第10回カルガリー国際映画祭                   | 観客賞                             | デイミアン・チャゼル                                                                    | 受賞       |
| 第67回カンヌ国際映画祭                       | クィア・パルム                     | デイミアン・チャゼル                                                                    | ノミネート |
| 第13回セントラルオハイオ映画批評家協会賞     | 作品賞                             |                                                                                         | 2位        |
| 第13回セントラルオハイオ映画批評家協会賞     | 監督賞                             | デイミアン・チャゼル                                                                    | ノミネート |
| 第13回セントラルオハイオ映画批評家協会賞     | 助演男優賞                         | J・K・シモンズ                                                                          | 受賞       |
| 第13回セントラルオハイオ映画批評家協会賞     | オリジナル脚本賞                   | デイミアン・チャゼル                                                                    | ノミネート |
| 第13回セントラルオハイオ映画批評家協会賞     | 編集賞                             | トム・クロス                                                                            | 受賞       |
| 第13回セントラルオハイオ映画批評家協会賞     | ブレイクスルー映画人賞             | デイミアン・チャゼル                                                                    | ノミネート |
| 第27回シカゴ映画批評家協会賞                 | 作品賞                             |                                                                                         | ノミネート |
| 第27回シカゴ映画批評家協会賞                 | 助演男優賞                         | J・K・シモンズ                                                                          | 受賞       |
| 第27回シカゴ映画批評家協会賞                 | 編集賞                             | トム・クロス                                                                            | 受賞       |
| 第27回シカゴ映画批評家協会賞                 | オリジナル脚本賞                   | デイミアン・チャゼル                                                                    | ノミネート |
| 第27回シカゴ映画批評家協会賞                 | 将来有望な映画製作者               | デイミアン・チャゼル                                                                    | 受賞       |
| 第21回ダラス-フォートワース映画批評家協会賞  | 作品賞トップ10                     |                                                                                         | 6位        |
| 第21回ダラス-フォートワース映画批評家協会賞  | 助演男優賞                         | J・K・シモンズ                                                                          | 受賞       |
| 第6回デンバー映画批評家協会賞                | 作品賞                             |                                                                                         | ノミネート |
| 第6回デンバー映画批評家協会賞                | 助演男優賞                         | J・K・シモンズ                                                                          | 受賞       |
| 第6回デンバー映画批評家協会賞                | オリジナル脚本賞                   | デイミアン・チャゼル                                                                    | ノミネート |
| 第8回デトロイト映画批評家協会賞              | 作品賞                             |                                                                                         | ノミネート |
| 第8回デトロイト映画批評家協会賞              | 監督賞                             | デイミアン・チャゼル                                                                    | ノミネート |
| 第8回デトロイト映画批評家協会賞              | 助演男優賞                         | J・K・シモンズ                                                                          | 受賞       |
| 第8回デトロイト映画批評家協会賞              | 脚本賞                             | デイミアン・チャゼル                                                                    | ノミネート |
| 第8回デトロイト映画批評家協会賞              | ブレイクスルー賞                   | デイミアン・チャゼル                                                                    | 受賞       |
| 第19回フロリダ映画批評家協会賞               | 助演男優賞                         | J・K・シモンズ                                                                          | 受賞       |
| 第19回フロリダ映画批評家協会賞               | ブレイクアウト賞                   | デイミアン・チャゼル                                                                    | 受賞       |
| 第4回ジョージア映画批評家協会賞              | 作品賞                             |                                                                                         | ノミネート |
| 第4回ジョージア映画批評家協会賞              | 監督賞                             | デイミアン・チャゼル                                                                    | 受賞       |
| 第4回ジョージア映画批評家協会賞              | 助演男優賞                         | J・K・シモンズ                                                                          | 受賞       |
| 第72回ゴールデングローブ賞                   | 助演男優賞                         | J・K・シモンズ                                                                          | 受賞       |
| 第24回ゴッサム・インディペンデント映画賞     | 主演男優賞                         | マイルズ・テラー                                                                        | ノミネート |
| 第8回ヒューストン映画批評家協会賞            | 作品賞                             |                                                                                         | ノミネート |
| 第8回ヒューストン映画批評家協会賞            | 監督賞                             | デイミアン・チャゼル                                                                    | ノミネート |
| 第8回ヒューストン映画批評家協会賞            | 助演男優賞                         | J・K・シモンズ                                                                          | 受賞       |
| 第8回ヒューストン映画批評家協会賞            | 脚本賞                             | デイミアン・チャゼル                                                                    | ノミネート |
| 第30回インディペンデント・スピリット賞       | 作品賞                             |                                                                                         | ノミネート |
| 第30回インディペンデント・スピリット賞       | 監督賞                             | デイミアン・チャゼル                                                                    | ノミネート |
| 第30回インディペンデント・スピリット賞       | 助演男優賞                         | J・K・シモンズ                                                                          | 受賞       |
| 第30回インディペンデント・スピリット賞       | 編集賞                             | トム・クロス                                                                            | 受賞       |
| 第6回インディアナ映画批評家協会賞            | 作品賞                             |                                                                                         | 2位        |
| 第6回インディアナ映画批評家協会賞            | 監督賞                             | デイミアン・チャゼル                                                                    | 2位        |
| 第6回インディアナ映画批評家協会賞            | 助演男優賞                         | J・K・シモンズ                                                                          | 受賞       |
| 第6回インディアナ映画批評家協会賞            | 脚色賞                             | デイミアン・チャゼル                                                                    | 受賞       |
| 第12回アイオワ映画批評家協会賞               | 助演男優賞                         | J・K・シモンズ                                                                          | 受賞       |
| 第18回ラスベガス映画批評家協会賞             | 作品賞                             |                                                                                         | 3位        |
| 第18回ラスベガス映画批評家協会賞             | 助演男優賞                         | J・K・シモンズ                                                                          | 受賞       |
| 第18回ラスベガス映画批評家協会賞             | ブレイクアウト映画人賞             | デイミアン・チャゼル                                                                    | 受賞       |
| 第35回ロンドン映画批評家協会賞               | 作品賞                             |                                                                                         | ノミネート |
| 第35回ロンドン映画批評家協会賞               | 脚本賞                             | デイミアン・チャゼル                                                                    | ノミネート |
| 第35回ロンドン映画批評家協会賞               | 助演男優賞                         | J・K・シモンズ                                                                          | 受賞       |
| 第35回ロンドン映画批評家協会賞               | 技術賞                             | トム・クロス                                                                            | ノミネート |
| 第40回ロサンゼルス映画批評家協会賞           | 助演男優賞                         | J・K・シモンズ                                                                          | 受賞       |
| 第37回ミルヴァレー映画祭                     | 観客賞                             | デイミアン・チャゼル                                                                    | 受賞       |
| 第80回ニューヨーク映画批評家協会賞           | 助演男優賞                         | J・K・シモンズ                                                                          | 受賞       |
| ニューヨーク映画批評家オンライン賞           | 助演男優賞                         | J・K・シモンズ                                                                          | 受賞       |
| 第26回パームスプリングス国際映画祭           | スポットライト賞                   | J・K・シモンズ                                                                          | 受賞       |
| 第15回フェニックス映画批評家協会賞           | 作品賞トップ10                     |                                                                                         | 10位       |
| 第15回フェニックス映画批評家協会賞           | 監督賞                             | デイミアン・チャゼル                                                                    | ノミネート |
| 第15回フェニックス映画批評家協会賞           | 助演男優賞                         | J・K・シモンズ                                                                          | 受賞       |
| 第15回フェニックス映画批評家協会賞           | オリジナル脚本賞                   | デイミアン・チャゼル                                                                    | ノミネート |
| 第15回フェニックス映画批評家協会賞           | 編集賞                             | トム・クロス                                                                            | ノミネート |
| 第26回全米映画製作者組合賞                   | 映画部門                           | ジェイソン・ブラム デヴィッド・ランカスター ヘレン・エスタブルック                      | ノミネート |
| 第19回サンディエゴ映画批評家協会賞           | 助演男優賞                         | J・K・シモンズ                                                                          | ノミネート |
| 第13回サンフランシスコ映画批評家協会賞       | 作品賞                             |                                                                                         | ノミネート |
| 第13回サンフランシスコ映画批評家協会賞       | 助演男優賞                         | J・K・シモンズ                                                                          | ノミネート |
| 第13回サンフランシスコ映画批評家協会賞       | オリジナル脚本賞                   | デイミアン・チャゼル                                                                    | ノミネート |
| 第13回サンフランシスコ映画批評家協会賞       | 編集賞                             | トム・クロス                                                                            | ノミネート |
| 第30回サンタバーバラ国際映画祭               | Virtuoso Award                     | J・K・シモンズ                                                                          | 受賞       |
| 第19回サテライト賞                           | 作品賞                             |                                                                                         | ノミネート |
| 第19回サテライト賞                           | 監督賞                             | デイミアン・チャゼル                                                                    | ノミネート |
| 第19回サテライト賞                           | 主演男優賞                         | マイルズ・テラー                                                                        | ノミネート |
| 第19回サテライト賞                           | 助演男優賞                         | J・K・シモンズ                                                                          | 受賞       |
| 第19回サテライト賞                           | 音響賞                             | トマス・カーリー ベン・ウィルキンス クレイグ・マン                                      | 受賞       |
| 第21回全米映画俳優組合賞                     | 助演男優賞                         | J・K・シモンズ                                                                          | 受賞       |
| 第11回セントルイス映画批評家協会賞           | アートハウス・フェスティバル映画賞 |                                                                                         | 受賞       |
| 第11回セントルイス映画批評家協会賞           | 助演男優賞                         | J・K・シモンズ                                                                          | 受賞       |
| 第11回セントルイス映画批評家協会賞           | オリジナル脚本賞                   | デイミアン・チャゼル                                                                    | ノミネート |
| 第11回セントルイス映画批評家協会賞           | サウンドトラック賞                 |                                                                                         | ノミネート |
| 第11回セントルイス映画批評家協会賞           | シーン賞                           |                                                                                         | ノミネート |
| 第30回サンダンス映画祭                       | 観客賞                             | デイミアン・チャゼル                                                                    | 受賞       |
| 第30回サンダンス映画祭                       | グランプリ                         | デイミアン・チャゼル                                                                    | 受賞       |
| 第18回トロント映画批評家協会賞               | 助演男優賞                         | J・K・シモンズ                                                                          | 受賞       |
| ユタ映画批評家協会賞                         | 助演男優賞                         | J・K・シモンズ                                                                          | 受賞       |
| 第13回ワシントンD.C.映画批評家協会賞         | 作品賞                             |                                                                                         | ノミネート |
| 第13回ワシントンD.C.映画批評家協会賞         | 監督賞                             | デイミアン・チャゼル                                                                    | ノミネート |
| 第13回ワシントンD.C.映画批評家協会賞         | 助演男優賞                         | J・K・シモンズ                                                                          | 受賞       |
| 第13回ワシントンD.C.映画批評家協会賞         | オリジナル脚本賞                   | デイミアン・チャゼル                                                                    | ノミネート |
| 第13回ワシントンD.C.映画批評家協会賞         | 編集賞                             | トム・クロス                                                                            | ノミネート |
| 第67回全米脚本家組合賞                       | オリジナル脚本賞                   | デイミアン・チャゼル                                                                    | ノミネート |
| 第30回インディペンデント・スピリット賞       | 助演男優賞                         | J・K・シモンズ                                                                          | 受賞       |
| 第30回インディペンデント・スピリット賞       | 編集賞                             |                                                                                         | 受賞       |
| 第30回インディペンデント・スピリット賞       | 作品賞                             |                                                                                         | ノミネート |
| 第30回インディペンデント・スピリット賞       | 監督賞                             | デイミアン・チャゼル                                                                    | ノミネート |
| 第33回ゴールデングロス賞                     | 外国映画部門・全興連特別話題賞     |                                                                                         | 受賞       |
| 第28回日刊スポーツ映画大賞・石原裕次郎賞     | 外国作品賞                         |                                                                                         | 受賞       |
| 第89回キネマ旬報ベスト・テン                 | 外国映画ベスト・テン               |                                                                                         | 7位        |
| 第39回日本アカデミー賞                       | 最優秀外国作品賞                   |                                                                                         | ノミネート |